# Fábio Cardoso (futbolista)
Fábio Rafael Rodrigues Cardoso (Águeda, 19 de abril de 1994) es un futbolista portugués que juega de defensa en el F. C. Porto de la Primeira Liga.

## Trayectoria
Nacido en Águeda, Distrito de Aveiro, jugó como juvenil en el club de su ciudad natal R. D. Águeda antes de fichar por el S. L. Benfica en 2006. El 11 de agosto de 2012 debutó con la S. L. Benfica "B" en un partido de la Segunda Liga 2012-13 contra la S. C Braga B en el que jugó 84 minutos como defensa central, formando pareja con Lionel Carole. El 19 de diciembre fue convocado por única vez con el primer equipo bajo la dirección de Jorge Jesus, como una de las cinco caras nuevas para un partido de la liguilla de la Copa de la Liga de Portugal en el campo del S. C. Olhanense; fue suplente en la victoria por 2-1.
Marcó el único gol de la victoria en Sporting de Lisboa "B" (0-1) el 5 de enero de 2015. Seis días después, marcó dos goles en la victoria por 3-2 contra el F. C. Porto "B".
El 15 de enero de 2015 el Benfica anunció su cesión al F. C. Paços de Ferreira hasta final de temporada. El acuerdo se repitió posteriormente para la campaña siguiente. En 42 partidos totales con el club norteño, marcó un gol, el único de la victoria en Vitória S. C. el 13 de marzo de 2016.
El 7 de julio de 2016 firmó un contrato de cuatro años con el Vitória Setúbal. Disputó 27 partidos en total en su única temporada, y marcó en la victoria por 2-1 sobre el C. D. Santa Clara el 26 de octubre, que clasificó al equipo para la fase de grupos de la Copa de la Liga de Portugal.
En junio de 2017 firmó por el Rangers F. C. con un contrato de tres años por una tarifa reportada de alrededor de 1.3 millones de libras. Debutó con el Rangers ante el F. C. Progrès Niederkorn en la Liga Europa de la UEFA el 29 de junio de 2017. Fue elegido con menos frecuencia tras la marcha del entrenador compatriota Pedro Caixinha, y fue liberado de su contrato con el Rangers el 30 de julio de 2018.
Se incorporó al Santa Clara con un contrato de cuatro años al día siguiente de dejar el Rangers. En su segunda aparición liguera, el 19 de agosto de 2018, marcó el gol del empate con el que el conjunto azoriano remontó un 3-0 en contra al descanso y empató en casa ante el S. C. Braga. El 11 de enero siguiente, en la visita de su antiguo equipo, el Benfica, al Estádio de São Miguel, cometió un error que permitió a Haris Seferović marcar y fue expulsado justo antes del descanso por una falta sobre Pizzi Fernandes.
El 1 de julio de 2021 firmó un contrato de cinco años con el F. C. Porto. Debutó el 28 de septiembre en un partido de la fase de grupos de la Liga de Campeones de la UEFA en casa ante el Liverpool F. C., debido a una lesión en el calentamiento de Pepe; su equipo perdió 5-1. Su primera temporada en el Estádio do Dragão acabó con un doblete de Liga y Copa, aunque no jugó ni la mitad de los partidos de Liga y no fue utilizado en la final de Copa contra el C. D. Tondela.
Cardoso, Diogo Costa, Wilson Manafá y Otávio celebraron su victoria en la liga entonando cánticos insultantes contra el Benfica en las redes sociales. Los cuatro fueron sancionados con un partido de suspensión de la Supercopa de Portugal 2022, multas individuales de 510 euros y una multa al club de 15300 euros. El 16 de octubre de ese año marcó su primer gol con el Oporto en la victoria por 6-0 en el campo del Anadia F. C. en la tercera ronda de la Copa de la Liga Portugal, 13 días después, marcó su primer gol en la liga en el minuto 3 del empate a 1-1 en Santa Clara.

## Selección nacional
Representó a Portugal en el Campeonato Europeo de la UEFA Sub-19 2013. También representó a Portugal en la categoría sub-20 durante el Torneo Esperanzas de Toulon de 2014.
Sin haber sido convocado antes, fue incluido en la lista preliminar de 55 jugadores de Portugal para la Copa Mundial de Fútbol de 2022 en Catar. Sin embargo, no quedó en la lista definitiva.

## Estadísticas

### Clubes
Actualizado al último partido disputado el 29 de febrero de 2024.
| Club                             | Div.          | Temporada     | Liga  | Liga  | Copas nacionales | Copas nacionales | Copas internacionales | Copas internacionales | Total | Total |
| Club                             | Div.          | Temporada     | Part. | Goles | Part.            | Goles            | Part.                 | Goles                 | Part. | Goles |
| -------------------------------- | ------------- | ------------- | ----- | ----- | ---------------- | ---------------- | --------------------- | --------------------- | ----- | ----- |
| S. L. Benfica "B" Portugal       | 2.ª           | 2012-13       | 16    | 0     | —                | —                | —                     | —                     | 16    | 0     |
| S. L. Benfica "B" Portugal       | 2.ª           | 2013-14       | 27    | 0     | —                | —                | —                     | —                     | 27    | 0     |
| S. L. Benfica "B" Portugal       | 2.ª           | 2014-15       | 12    | 3     | —                | —                | —                     | —                     | 12    | 3     |
| S. L. Benfica "B" Portugal       | Total club    | Total club    | 55    | 3     | 0                | 0                | 0                     | 0                     | 55    | 3     |
| F. C. Paços de Ferreira Portugal | 1.ª           | 2014-15       | 16    | 0     | —                | —                | ―                     | ―                     | 16    | 0     |
| F. C. Paços de Ferreira Portugal | 1.ª           | 2015-16       | 22    | 1     | 4                | 0                | ―                     | ―                     | 26    | 1     |
| F. C. Paços de Ferreira Portugal | Total club    | Total club    | 38    | 1     | 4                | 0                | 0                     | 0                     | 42    | 1     |
| Vitória Setúbal Portugal         | 1.ª           | 2016-17       | 23    | 0     | 4                | 1                | ―                     | ―                     | 27    | 1     |
| Vitória Setúbal Portugal         | Total club    | Total club    | 23    | 0     | 4                | 1                | 0                     | 0                     | 27    | 1     |
| Rangers F. C. Escocia            | 1.ª           | 2017-18       | 12    | 0     | 4                | 0                | 2                     | 0                     | 18    | 0     |
| Rangers F. C. Escocia            | Total club    | Total club    | 12    | 0     | 4                | 0                | 2                     | 0                     | 18    | 0     |
| C. D. Santa Clara Portugal       | 1.ª           | 2018-19       | 30    | 5     | 1                | 1                | ―                     | ―                     | 31    | 6     |
| C. D. Santa Clara Portugal       | 1.ª           | 2019-20       | 30    | 2     | 3                | 0                | ―                     | ―                     | 33    | 2     |
| C. D. Santa Clara Portugal       | 1.ª           | 2020-21       | 28    | 3     | 4                | 0                | ―                     | ―                     | 32    | 3     |
| C. D. Santa Clara Portugal       | Total club    | Total club    | 88    | 10    | 8                | 1                | 0                     | 0                     | 96    | 11    |
| F. C. Porto Portugal             | 1.ª           | 2021-22       | 14    | 0     | 5                | 0                | 2                     | 0                     | 21    | 0     |
| F. C. Porto Portugal             | 1.ª           | 2022-23       | 17    | 2     | 9                | 1                | 4                     | 0                     | 30    | 3     |
| F. C. Porto Portugal             | 1.ª           | 2023-24       | 17    | 1     | 6                | 0                | 3                     | 0                     | 26    | 1     |
| F. C. Porto Portugal             | Total club    | Total club    | 48    | 3     | 20               | 1                | 9                     | 0                     | 77    | 4     |
| Total carrera                    | Total carrera | Total carrera | 264   | 17    | 40               | 3                | 11                    | 0                     | 315   | 20    |

## Palmarés

### Títulos nacionales
| Título                      | Club        | País     | Año  |
| --------------------------- | ----------- | -------- | ---- |
| Primeira Liga               | F. C. Porto | Portugal | 2022 |
| Copa de Portugal            | F. C. Porto | Portugal | 2022 |
| Supercopa de Portugal       | F. C. Porto | Portugal | 2022 |
| Copa de la Liga de Portugal | F. C. Porto | Portugal | 2023 |
| Copa de Portugal            | F. C. Porto | Portugal | 2023 |
| Copa de Portugal            | F. C. Porto | Portugal | 2024 |
| Supercopa de Portugal       | F. C. Porto | Portugal | 2024 |